# Denison (Kansas)
Denison és una població dels Estats Units a l'estat de Kansas. Segons el cens del 2000 tenia 231 habitants.

## Demografia
Segons el cens del 2000, Denison tenia 231 habitants, 82 habitatges, i 62 famílies. La densitat de població era de 743,2 habitants per km².
Dels 82 habitatges en un 34,1% hi vivien nens de menys de 18 anys, en un 59,8% hi vivien parelles casades, en un 12,2% dones solteres, i en un 23,2% no eren unitats familiars. En el 19,5% dels habitatges hi vivien persones soles l'11% de les quals corresponia a persones de 65 anys o més que vivien soles. El nombre mitjà de persones vivint en cada habitatge era de 2,77 i el nombre mitjà de persones que vivien en cada família era de 3,19.
Per edats la població es repartia de la següent manera: un 28,1% tenia menys de 18 anys, un 12,1% entre 18 i 24, un 24,7% entre 25 i 44, un 23,8% de 45 a 60 i un 11,3% 65 anys o més.
L'edat mediana era de 33 anys. Per cada 100 dones de 18 o més anys hi havia 102,4 homes.
La renda mediana per habitatge era de 27.500 $ i la renda mediana per família de 33.250 $. Els homes tenien una renda mediana de 24.375 $ mentre que les dones 17.778 $. La renda per capita de la població era de 13.378 $. Entorn del 9,3% de les famílies i el 15% de la població estaven per davall del llindar de pobresa.

## Poblacions més properes
El següent diagrama mostra les poblacions més properes.